# 제2차 모로코 위기
제2차 모로코 위기(독일어: Panthersprung, لأزمة د أڭادير 1911) 또는 아가디르 위기는 모로코에서의 지역주민들의 반란에 프랑스군이 개입하자, 1911년 7월 1일 독일이 자국국민 보호를 구실로 모로코의 아가디르 항(港)에 전함 '판터호'를 파견하면서 발생했다. 독일은 자국의 이익을 보호하기 위해서라고 했으나, 사실은 프랑스를 위협하기 위한 행동이었다. 이 아가디르 사건으로 그해 여름과 가을 동안 전쟁 이야기가 오르내렸으나, 국제협상이 계속된 끝에 1911년 11월 4일 회담이 타결됨으로써 위기를 넘기게 되었다.
이 회담에서 모로코는 프랑스령이 되었으며, 대신 독일은 프랑스령 콩고 영토의 일부를 할양받았다. 스페인은 처음에는 이러한 결정에 반대했지만, 영국의 중재를 통해 1911년 11월 27일 프랑스-스페인 조약을 체결함으로써 모로코에서의 프랑스-스페인 경계를 약간 수정할 수 있었다. 1911 ~ 1912년에 열린 열강의 협상으로 탕헤르와 그 주변지역은 국제화되었다.

## 같이 보기
- 제1차 세계 대전의 원인
- 제1차 모로코 위기
- 국제 관계 (1814년-1919년)
- 영국-독일 해군력 경쟁

## 참고 자료
- 이 문서에는 다음커뮤니케이션(현 카카오)에서 GFDL 또는 CC-SA 라이선스로 배포한 글로벌 세계대백과사전의 내용을 기초로 작성된 글이 포함되어 있습니다.